# میشل ژووه
میشل ژووه (انگلیسی: Michel Jouvet; ۱۶ نوامبر ۱۹۲۵ – ۳ اکتبر ۲۰۱۷) عصب‌پژوه، روان‌شناس، و پزشک اهل فرانسه بود.
وی همچنین برندهٔ جوایزی همچون لژیون دونور (افسر) شده‌است.